# Coladeira
Coladeira (ook wel koladeira, coladera of koladera) is een Kaapverdische muziek- en dansstijl. Coladeira is verwant aan morna, maar is vrolijker en sneller dan de meer langzame en melancholieke morna.

## Geschiedenis
Er zijn verschillende theorieën over het ontstaan van de coladeira. Volgens verschillende auteurs is de coladeira ontstaan uit de morna, vermoedelijk rond de jaren 1920 of 1930. Er zijn ook bronnen die er op wijzen dat de coladeira is ontstaan uit Braziliaanse muziek en dans, of uit de Europese muziek- en dansstijl gallop. Een andere mogelijkheid is dat de oorsprong van coladeira ligt in de kola san jon, een muziek- en dansvorm die in Kaapverdië werd uitgevoerd tijdens processies.
Coladeira werd later vermoedelijk beïnvloed door Caribische stijlen, zoals cumbia, calypso, merengue en zouk.
Vanaf de jaren 1980 werden mengvormen van coladeira en zouk populair.

## Muziekstijl
Coladeira is verwant aan morna, maar is vrolijker, sneller en levendiger. De harmonieën zijn eenvoudiger, maar de - aanstekelijke - ritmes zijn juist complexer. 
De teksten zijn vaak humoristisch en satirisch, zijn soms politiek georienteerd en gaan regelmatig over problemen tussen de seksen.
Traditionele coladeiragroepen gebruiken vaak gitaar, cavaquinho en viool. In moderne groepen komen ook instrumenten als elektrisch gitaar, keyboard en drums voor.

## Componisten, groepen en artiesten

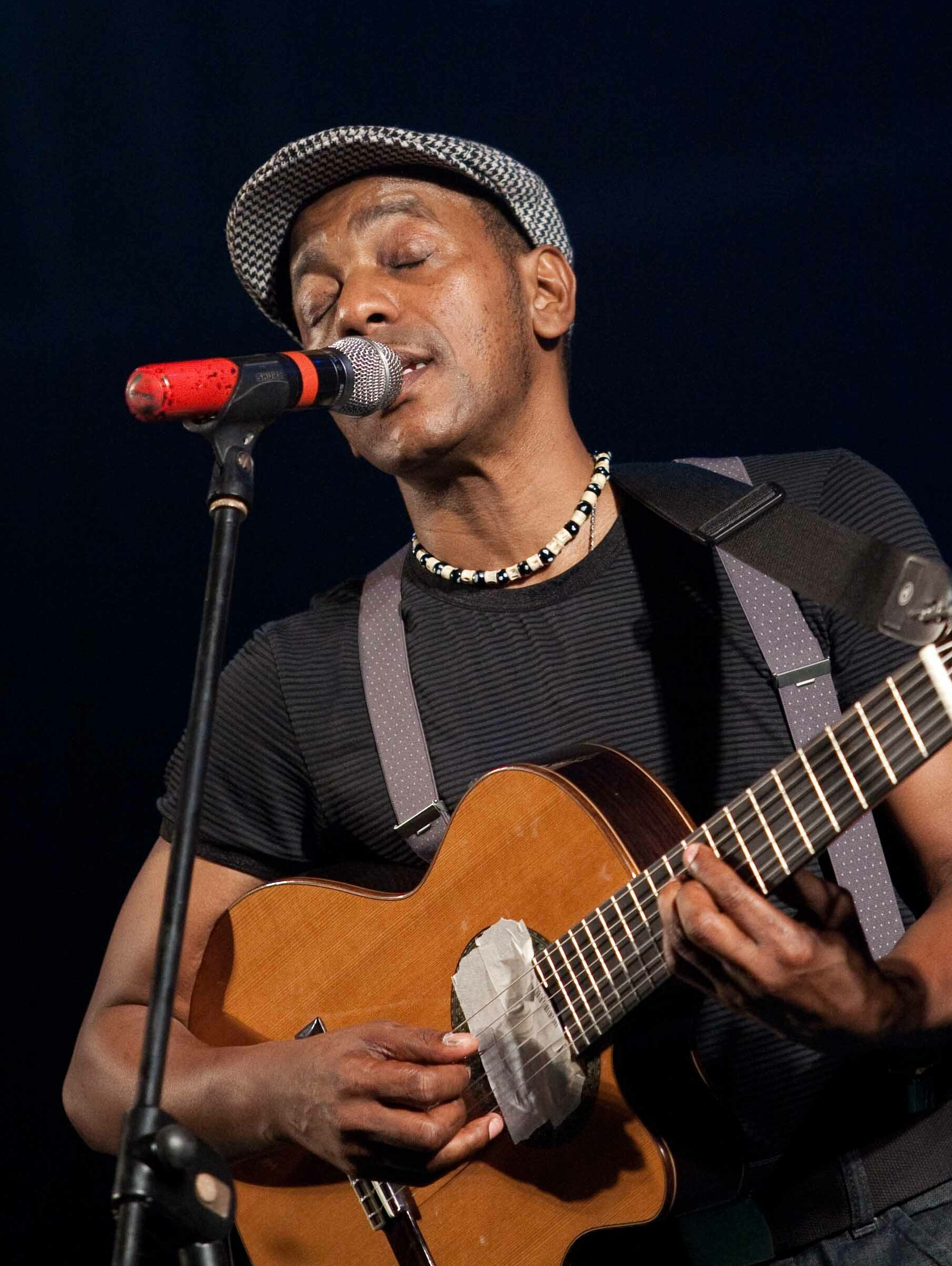
Tito Paris.

Frank Cavaquinho, Manuel de Novas en Ti Joy zijn enkele van de belangrijkste componisten in het genre.
Coladeira's worden vaak uitgevoerd door artiesten of groepen die ook morna's uitvoeren. Voorbeelden van groepen en artiesten in het coladeira-genre:
- Cesária Évora
- Bana
- Tito Paris
- Téofilo Chantre
- Os Tubarões (met zanger Ildo Lobo)
- Mendes Brothers
- Gardénia Benrós
- Titina
- Fantcha
- Voz de Cabo Verde